# Gail Fisher

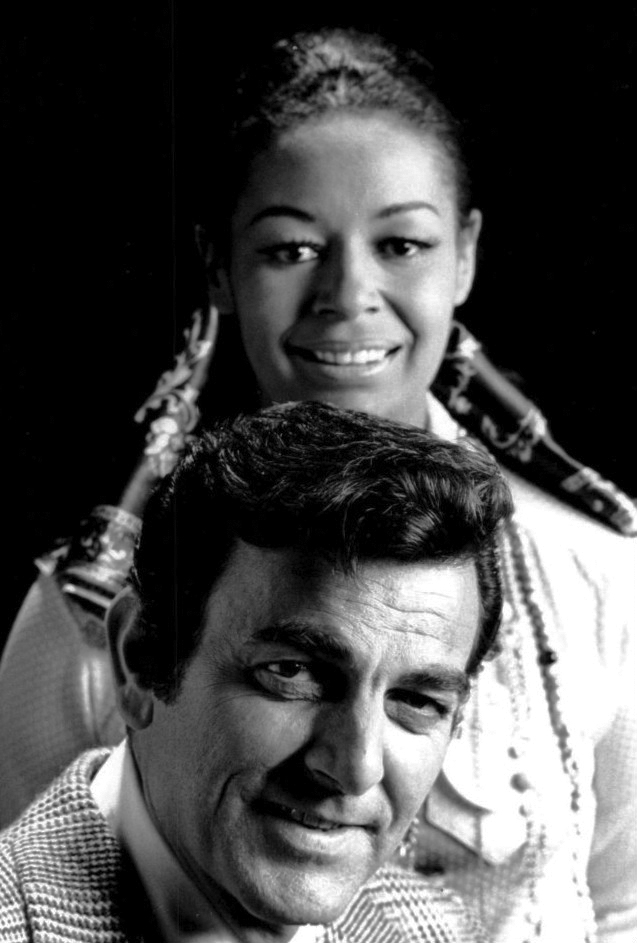
Gail Fisher mit Mike Connors (1970)

Gail Ann Fisher (* 18. August 1935 in Orange, New Jersey; † 2. Dezember 2000 in Culver City, Kalifornien) war eine US-amerikanische Schauspielerin. Sie war 1970 die erste afroamerikanische Emmy-Preisträgerin.

## Leben
Fisher wuchs als jüngstes von fünf Kindern als Halbwaise auf, nachdem ihr Vater bereits früh verstorben war. Während ihrer Zeit auf der High School in Metuchen nahm sie an verschiedenen Schönheitswettbewerben teil und konnte einige lokale Titel gewinnen. Von ihrem Einkommen als Model finanzierte sie ihre Schauspielausbildung an der American Academy of Dramatic Arts. In New York City lernte sie bei Lee Strasberg und trat später dem Repertory Theater bei, wo sie unter anderem mit Elia Kazan und Herbert Blau arbeitete. Ihr Broadway-Debüt hatte sie 1961 in Purlie Victorious.
Ein Jahr zuvor hatte sie ihren ersten Gastauftritt in einer Fernsehserie, und im Jahr darauf trat sie als eine der ersten afroamerikanischen Schauspieler in einer Sprechrolle in einem nationalen Werbespot auf. 1965 trat sie in der englischsprachigen Bearbeitung von Georg Büchners Dantons Tod auf. Nach einigen weiteren Gastauftritten in Fernsehserien gelang ihr 1968 der Durchbruch, als sie ab der zweiten Staffel der Krimiserie Mannix als dessen Sekretärin eine Serienhauptrolle erhielt; nach Nichelle Nichols war sie erst die zweite afroamerikanische Schauspielerin, der dies gelang. Bis zur Absetzung der Serie 1975 spielte sie in 117 Folgen die Rolle der Peggy Fair. In dieser Zeit wurde sie mit dem Emmy und zwei Golden Globes ausgezeichnet; für beide Preise war sie jeweils vier Jahre in Folge nominiert.
Nach dem Ende der Serie konnte sie ihre Erfolge nicht fortsetzen. 1978 wurde sie wegen Drogenbesitzes festgenommen und machte im Anschluss eine Drogentherapie. In den 1980er Jahren hatte sie sporadische Auftritte in Fernsehserien und Fernsehfilmen. 2000 verstarb sie an Nierenversagen. Sie hinterließ zwei Töchter aus der ersten von mehreren Ehen.

## Filmografie
- 1959: Play of the Week (Fernsehserie, eine Folge)
- 1962: Preston & Preston (The Defenders, Fernsehserie, eine Folge)
- 1963: General Hospital (Fernsehserie)
- 1967: Er und sie (He & She, Fernsehserie, eine Folge)
- 1967: Der Mann von gestern (The Second Hundred Years, Fernsehserie, eine Folge)
- 1968: Meine drei Söhne (My Three Sons, Fernsehserie, eine Folge)
- 1968–1975: Mannix (Fernsehserie, 153 Folgen)
- 1969, 1971: Love, American Style (Fernsehserie, zwei Folgen)
- 1970: Nachdenkliche Geschichten (Insight, Fernsehserie, eine Folge)
- 1971: Room 222 (Fernsehserie, eine Folge)
- 1972: Every Man Needs One (Fernsehfilm)
- 1975: Medical Center (Fernsehserie, eine Folge)
- 1979: Fantasy Island (Fernsehserie, eine Folge)
- 1983: Knight Rider (Fernsehserie, eine Folge)
- 1985: Hotel (Fernsehserie, eine Folge)
- 1986: He’s the Mayor (Fernsehserie, eine Folge)
- 1987: Death Squad (Mankillers)
- 1990: Skalpell des Schreckens (Donor, Fernsehfilm)

## Broadway
- 1961–1962: Purlie Victorious
- 1965: Danton’s Death

## Auszeichnungen
- 1970: Emmy für Mannix
- 1971: Emmy-Nominierung für Mannix
- 1971: Golden Globe für Mannix
- 1972: Emmy-Nominierung für Mannix
- 1972: Golden-Globe-Nominierung für Mannix
- 1973: Emmy-Nominierung für Mannix
- 1973: Golden Globe für Mannix
- 1974: Golden-Globe-Nominierung für Mannix